# Nature Astronomy
Nature Astronomy é uma revista científica online revisada por pares e publicada pela Nature Research. Ela foi primeiramente publicada em janeiro de 2017 (volume 1, edição 1), contudo os primeiros conteúdos online apareceram em dezembro de 2016. Sua editora-chefe é May Chiao, uma editora profissional com trabalho integral para a revista que já assumiu igual posição na Nature Physics. Além de Chiao, Paul Woods, Luca Maltagliati e Marios Kazouros também foram editores fundadores da revista.

## Escopo
Nature Astronomy publica pesquisas em astronomia, astrofísica, ciência planetária e cosmologia. Áreas dentro desses temas incluem: astrofísica teórica, instrumentação astronômica, exoplanetas, física estelar, meio interestelar, astronomia observacional, astronomia extragalática, astronomia de alta energia, astroquímica e big data astronômico.